# Slag bij Monte de las Cruces
De Slag bij Monte de las Cruces was een veldslag tijdens de Mexicaanse Onafhankelijkheidsoorlog, waarbij de rebellen van Miguel Hidalgo het Spaanse royalistische leger versloegen.
De veldslag vond plaats op 30 oktober 1810, anderhalve maand nadat Hidalgo had opgeroepen tot de onafhankelijkheidsoorlog. Hidalgo had al verschillende steden in West-Centraal-Mexico weten te veroveren, en trok nu met zijn rebellen op naar Mexico-Stad. Bij Monte de las Cruces, een bergpas 50 kilometer ten westen van Mexico-Stad, kwam het tot een treffen. Hoewel Hidalgo's leger slecht georganiseerd was, wist het de royalisten te verslaan. De weg naar Mexico-Stad lag nu open. Desalniettemin besloot Hidalgo niet verder op te trekken, en keerde terug naar de Bajío, om redenen die niet helemaal duidelijk zijn. Er wordt wel vermoed dat Hidalgo niet wilde dat zijn leger een bloedbad zou aanrichten in Mexico-Stad, hetgeen wel was gebeurd bij diens inname van Guanajuato.